# فهرست خدایان بر پایه دسته‌بندی
این فهرست نمایه‌ای از ایزدان دین‌ها، فرهنگ‌ها و اسطوره‌های مختلف  جهان. که بر پایهٔ نوع خدا فهرست شده‌اند. فهرست خدایان بر پایه جهان فرهنگی بسیار گوناگون است.
دسته‌بندی اساسی انواع خدایان بر اساس جایگاه و کارکرد (موتیف)-شاخص ادبیات عامیانه، اثر استیت تامپسون است.

## خدایان دیگر بر اساس انجمن
- خدایان آشوب
- خدایان درها و آستانه‌ها
- خدایان شب
- ملکه بهشت
- خدایان اسمیتینگ
- خدایان شراب و آبجو / الهه
- خدایان خشخاش

## دیگر دسته‌بندی‌ها
- ایزدانگاری
- قهرمانان ایزدی
- شورای الهی
- خدا / الهه
- خدای شاخدار
- فرقه امپراتوری
- تجسم
- استاد جانوران / پوتنیا ترون
- مادر طبیعت
- پادشاه مقدس

## مفهوم‌های وابسته
- موجود افسانه‌ای
  - ترکیبی
    - دورگه انسان
- موجود برزخی
- پانتئون
- روح
  - فرشته
  - دیو / شیطان
    - اهریمنشناسی / دیوشناسی

  - پری
  - Geist
  - شبح (غول)
  - روح القدس
  - روح
  - روح آب

### فهرست‌ها
- نیمه‌خدایان
- ارواح
- الهه‌ها
- پانتئون‌ها
- شیطان‌های خداشناختی
  - آرس گوتیا
  - سیگیل‌ها